# Płocie
Płocie [ˈpwɔt͡ɕe] (trước đây là Plötzenhof của Đức) là một ngôi làng thuộc khu hành chính của Gmina Ostrowice, thuộc hạt Drawsko, West Pomeranian Voivodeship, ở phía tây bắc Ba Lan.
Trước năm 1945, khu vực này là một phần của Đức. Đối với lịch sử của khu vực, xem Lịch sử của Pomerania.